# 龍造寺氏
龍造寺氏（りゅうぞうじし）は、日本の氏族。戦国時代に肥前国の東部の国人から、九州の北西部を支配する戦国大名に成長した一族である。信周・長信の子孫は龍造寺四家として残り、龍造寺嫡家は途絶えたが、龍造寺一門のその子孫や後裔は現在の佐賀県・長崎県諫早市・大村市などに点在する。龍造寺隆信は鍋島直茂の義兄である。

## 出自

家紋
花なし杏葉

出自には諸説があって定かにされていないが、藤原秀郷8代孫の藤原季善が仁平年間に肥前佐賀郡小津東郷内龍造寺村に入り、地名から龍造寺姓を名乗ったのが始まりとされる。藤原道隆の流れをくむとされる草野季貞の子孫とする高木季経の次男・高木季家が、季善の養子となり南次郎と称した。その子は南三郎を称した龍造寺季益である。
後に数家に分かれたが、室町時代末期から戦国時代にかけて本家である村中龍造寺氏が当主の若死などが理由で衰えたため、水ケ江城によった水ケ江龍造寺氏が最も力を持った。嫡流は、通字をおおむね「家」としている。
龍造寺氏の家紋は、「日足」「剣花菱」「杏葉」の三つが知られている。日足紋はきわめて珍しいもので、太陽の光芒すなわち太陽光線を図案化したもので、家紋の分類としては「日の丸紋」に含まれる。肥前・肥後が「日の国」と呼ばれたことから、日足紋は北部九州に多く見受けられる家紋である。
杏葉紋はもともと豊後の戦国大名大友氏の家紋で、鎮西の武将が憧れた紋であった。1570年に今山の戦いで大友宗麟が城攻め大将として送った弟の大友親貞を討って大友軍に勝った戦勝記念として、龍造寺隆信は大友氏の杏葉紋に替え日足紋とともに用いるようになった。また、夜襲した部将鍋島信生も吉例として家紋を剣花菱から大友家の杏葉へと替えた。

## 歴史

### 少弐氏への謀反 家兼
肥前佐賀郡の国人として古くは九州千葉氏に仕えていた旧臣だったが、室町時代後期に千葉氏に代わって肥前守護として北九州に勢力を張った御家人少弐氏の被官となった。享禄3年（1530年）、水ケ江城主・龍造寺家兼が田手畷の戦いで周防国の大内氏を破ってから少弐氏からの自立が進み戦国大名としての道を歩み始めた。天文4年（1535年）に少弐氏を裏切り、大内義隆に通じて主君・少弐資元を自害させて大内氏庇護の下に独立した。しかし、馬場頼周を中心とする少弐氏重臣達の調略により、一族の多くを殺害されて、龍造寺氏の勢力は一時的に壊滅した。

### 蒲池氏の保護 家兼と隆信
生き残った龍造寺家兼は筑後国の蒲池鑑盛の許に逃れ、鑑盛の保護を受ける。蒲池氏の援助を受けて家兼は再起をはかると、天文15年（1546年）、馬場頼周を討って龍造寺氏を再興した。同年、曾孫の龍造寺隆信に家を託し93歳で家兼が死去。隆信もまた一族の内紛で肥前を追われて筑後に逃げ、家兼と同じく蒲池鑑盛の厚い保護を受ける。約2年にもわたる蒲池氏の支援により龍造寺隆信は生き延びることができ、また再起できたのである。

### 戦国大名への方途と崩壊
再起した隆信の時代に龍造寺氏は肥前を制圧し、北九州に勢力を広げ、さらに大友氏が日向国の耳川の戦いで島津氏に大敗すると、大友氏の混乱に乗じて大友氏の勢力圏の筑後に侵攻するなど、短期間に戦国大名としての最盛期を築き、九州北東の雄である大友氏を圧倒するに至る。九州中央部への進出のため筑後の領有を狙い、蒲池氏の柳川城を攻めたが、攻め落とすことができず、その堅城ぶりに手を焼いた隆信は、恩ある蒲池鑑盛の嫡男で、娘婿でもある蒲池鎮漣を騙し討ちにし、さらにその一族を殺戮し柳川を制圧した。蒲池氏に対する仕打ちは、田尻氏や黒木氏など筑後の国人達の離反を招くこととなり、隆信は、彼らとの戦いに手を焼くことになる。そして天正12年（1584年）には沖田畷の戦いで島津氏に敗れ、隆信も戦死した。

### 秀吉への臣従と桃山時代
隆信の死後、龍造寺政家は、豊臣秀吉から肥前国7郡30万9902石を安堵されたが、朱印状は龍造寺高房宛となっている。鍋島直茂はうち3万石余（直茂･勝茂の合計高4万4500石）を与えられ 、政家・高房に代わって軍役を担当して事実上の肥前東部の領主となっていった。

### 鍋島氏の継承 政家、高房
天正16年(1588年)、龍造寺政家、領国の実権を父の義弟である鍋島直茂に譲り、久保田村に領地を得て隠居。
慶長12年（1607年）、政家の子・龍造寺高房が憤死すると政家もその直後に病死して龍造寺氏の本家は断絶し、鍋島氏が完全に龍造寺氏の遺領（高直しで35万7千石）を継承した。政家の没後、本家の家督は二男の安良が継ぎ、村田姓に改称して佐賀藩士となっている。
龍造寺本家の没落後も龍造寺氏の庶家は後多久氏、諫早氏、武雄鍋島氏、須古鍋島家など（龍造寺四家）を名乗り佐賀藩に重臣として仕えた。

### 会津藩預り 伯庵
龍造寺高房の子・伯庵は、龍造寺の祈祷寺である宝琳院に入れられていたが、還俗して龍造寺季明と名乗り、3代将軍・徳川家光に、鍋島藩領は龍造寺氏のものであると主張した。伯庵は一族の龍造寺主膳（朝日将監）・江上勝種（勝山大蔵、江上種勝、江上胤勝）と共に幕府に鍋島氏による乗っ取りを訴えるも却下された。このとき鍋島氏の支配の正当性を主張したのは龍造寺分家の多久安順（隆信の甥）であった。その後も再三に渡り同様の訴えを起こすも認められず、結果、龍造寺伯庵と江上勝種は陸奥国会津藩に、龍造寺主膳は大和国郡山藩の永の預かりとなり、各々子孫は藩士として仕えた。伯庵の墓所は、殉死した家臣の墓を従え、福島県会津若松市の興徳寺に残る。一方、江上勝種の家系は、養子の江上種弼（大蔵氏の嫡流原田氏の当主原田嘉種（種次）の第3子）が継いだ。種弼の嫡男・種孝の子孫から戊辰戦争で伝習第一大隊として活躍した秋月登之助（江上種明）が出た。種弼の第2子・政信は白河藩の龍造寺主膳の養子となり継承。後に会津藩に出仕し原田政信と改称して宝蔵院流高田派の祖となった。

## 龍造寺氏一族
（数字は宗家当主順）
1. 龍造寺季家 (高木季家)
2. 龍造寺季益
3. 龍造寺季友
4. 龍造寺家清
5. 龍造寺家益
6. 龍造寺家親
7. 龍造寺家種
8. 龍造寺家政
9. 龍造寺家是
10. 龍造寺家治
11. 龍造寺康秀
12. 龍造寺家秀
13. 龍造寺家氏
14. 龍造寺康家：家兼の父
15. 龍造寺胤家：家兼の兄、康家の嫡男。家督継承後に出奔したため『龍造寺系図』では歴代に数えられていない
16. 龍造寺家和：家兼の兄、胤家の弟
17. 龍造寺胤和：家和の子、慶闇尼の父
18. 龍造寺胤久：家和の子
19. 龍造寺胤栄：胤久の嫡男
20. 龍造寺隆信：家兼の曾孫、周家と慶闇尼の子
21. 龍造寺政家：隆信の嫡男
22. 龍造寺高房：政家の嫡男

龍造寺伯庵家（会津龍造寺、300石）
- 龍造寺季明（伯庵）：高房の遺児
- 龍造寺光広（庄之助・勝之助）：季明の子
- 龍造寺登
- 龍造寺内膳
- 龍造寺左門
- 龍造寺伯耆
- 龍造寺高虎（舎人）：会津龍造寺氏当主。『文化５年蝦夷行詰・龍造寺舎人道記』を著す。
- 龍造寺源吾：舎人の子。会津龍造寺氏当主。戊辰戦争では城下、桜の馬場にて隠居組槍隊として戦死。
- 龍造寺国太郎：源吾の子。会津龍造寺氏最後の当主。天保7年（1836）生まれ。八月十八日の政変で長坂平太夫隊物頭として上京し、大垣藩を支援、戊辰戦争後も国太郎一族は東京に留まった[6]。

龍造寺主膳家（白河→大和郡山→会津）
1. 龍造寺主膳 ：第21代龍造寺政家の第3子。甥の龍造寺季明（伯庵）の龍造寺復権運動に同調するも裁判に敗れ、正保元年に越後国村上藩本多氏の預かりとなる。その後本多氏の移封に従い白河藩に移住した。
2. 龍造寺政信（平馬、原田政信）：江上種弼の次男、母は龍造寺主膳の娘。祖父である白河藩士龍造寺主膳の養子となり継承。本多氏の移封に従い、宇都宮、大和郡山に移住する。宝蔵院流高田派の槍術を学ぶが、享保7年本多氏の廃絶により白河を離れ諸国を歴訪。元文元年に会津藩に出仕。原田政信と改称し会津藩の宝蔵院流高田派の祖となった。寛政5年（1793年）に刊行された『続近世畸人伝』（著：伴蒿蹊）に、大和郡山藩士時代の逸話が記されている。

- 龍造寺七郎治
- 龍造寺金吾：龍造寺七郎治の子。
- 龍造寺政之進
- 龍造寺帯刀
- 龍造寺豊太郎：安政2年2月29日生。福島県に出仕し、明治14年に四等巡査、明治17年に監獄書記兼看守長となる。

※なお幻想小説家夢野久作や、その父杉山茂丸は、龍造寺隆信の子孫である。

## 主要家臣団
鍋島氏
- 鍋島清久
- 鍋島清房
- 鍋島直茂
- 鍋島勝茂

その他
- 小河信安
- 小河信俊
- 木下昌直
- 百武賢兼
- 犬塚鎮家
- 成富茂安
- 江里口信常
- 成松信勝
- 円城寺信胤
- 石井党

## 近隣諸豪
- 蒲池氏
  - 蒲池鑑盛
  - 蒲池鎮漣
  - 蒲池鑑広
- 田尻氏
  - 田尻鑑種
  - 田尻鎮種（鑑種の弟）
  - 田尻春種（鑑種の子）
- 草野氏
- 西牟田氏
- 黒木氏
  - 黒木家永
- 赤星氏
  - 赤星統家
- 少弐氏
  - 少弐冬尚
  - 少弐政興
- 馬場氏
  - 馬場頼周
  - 馬場鑑周（頼周の嫡孫）
- 小田氏
  - 小田政光
  - 小田鎮光（政光の子）
- 有馬氏
  - 有馬晴純
  - 有馬義貞
  - 有馬義純
  - 有馬晴信
- 大友氏
  - 大友宗麟
- 島津氏
  - 島津義久